# José Mota Live Show
José Mota Live Show, es un programa de humor emitido desde el jueves 20 de julio de 2023 en La 1. Es presentado por José Mota y Patricia Conde.

## Formato
La base del programa es el humor, que se muestra en diferentes sketches a lo largo de cada entrega. Además se entrevista a cada invitado y se realizan varios juegos con ellos.
Cuenta con un panel de conocidos colaboradores fijos como Susi Caramelo, Paco Collado, Jorge Luengo o el Mago More.

## Audiencias
| Temporada | Temporada | Episodios | Estreno             | Final                | Audiencia media | Audiencia media |
| Temporada | Temporada | Episodios | Estreno             | Final                | Espectadores    | Cuota           |
| --------- | --------- | --------- | ------------------- | -------------------- | --------------- | --------------- |
|           | 1         | 7         | 20 de julio de 2023 | 31 de agosto de 2023 | 936 000         | 10,3%           |
|           | 2         | 8         | Julio de 2025       | Agosto de 2025       |                 |                 |

### Temporada 1 (2023)
| Programa | Invitados                                                                  | Fecha de emisión     | Audiencia         |
| -------- | -------------------------------------------------------------------------- | -------------------- | ----------------- |
| 1        | Enrique Cerezo, Santiago Segura, Cristina Gallego y Marta González de Vega | 20 de julio de 2023  | 1 229 000 (12,5%) |
| 2        | Carlos Areces y Nil Moliner                                                | 27 de julio de 2023  | 970 000 (10,7%)   |
| 3        | Miguel Ángel Revilla y Carlos Rivera                                       | 3 de agosto de 2023  | 918 000 (9,9%)    |
| 4        | Paula Vázquez y Nicolás Coronado                                           | 10 de agosto de 2023 | 819 000 (9,2%)    |
| 5        | Sergio Olmos, Gloria Ramos y Ramón García                                  | 17 de agosto de 2023 | 831 000 (9,6%)    |
| 6        | Juanjo Ballesta y Pitingo                                                  | 24 de agosto de 2023 | 848 000 (10,0%)   |
| 7        | Antonio José y Nacho Cano                                                  | 31 de agosto de 2023 | 857 000 (9,5%)    |